# Шиляево
 Шиляево  — деревня в Удорском районе Республики Коми в составе городского поселения Благоево.

## География
Расположено на правом берегу реки Ёртом недалеко от места впадения в Вашку на расстоянии примерно 54 км по прямой на запад от районного центра села Кослан.

## История
Известно с 1608 года как деревня Шиляевская. До 2017 года входила в состав сельского поселения Ёртом.

## Население
Постоянное население  составляло 48 человек (коми 79%) в 2002 году, 18 в 2010 .